# Аквариум двух океанов
Аквариум двух океанов (Two Oceans Aquarium) — самый большой аквариум в Южном полушарии (Кейптаун, Южно-Африканская Республика). Название аквариума, расположенного недалеко от Мыса Доброй Надежды, где встречаются воды Атлантического и Индийского океанов, говорит само за себя.
Открытый 13 ноября 1995 г. аквариум, относится к крупнейшим в мире. В более чем 30 бассейнах плавают 300 представителей Атлантического и Индийского океанов, а также многочисленные беспозвоночные животные (актинии, медузы, черви-трубы (Lamellibrachia), раковины, улитки и раки. Особенные аттракционы — это вмещающий 2 млн л. Open Ocean Tank, в котором можно увидеть акул и скатов, и Living Kelp Forest (лес из водорослей), который отражает фауну на побережье. На песчаном пляже с пингвинами и тюленями имитируются отлив и прилив мыса.
Аквариум расположен на Набережной «Виктория и Альфреда» (Victoria & Alfred Waterfront) в Кейптауне.
В «Аквариум двух океанов» широко демонстрируются животные и растения, обитающие вдоль всей южноафриканской береговой линии.